# میدان نفتی رامین
میدان نفتی رامین از میادین نفتی ایران است، که در استان خوزستان، در محدوده شهر ملاثانی و در فاصله ۳۰ کیلومتری از شمال اهواز قرار دارد. این میدان با ابعاد ۴۰ کیلومتر طول و ۴ کیلومتر عرض، در شمال غربی میدان نفتی مارون واقع شده‌است و دارای نفت نسبتاً سبک در سازند آسماری می‌باشد.
میدان نفتی رامین در سال ۱۳۵۴ توسط شرکت آسکو کشف شد. تاکنون در میدان رامین ۷ حلقه چاه حفر شده‌است، که تولید از آن تنها از ۲ حلقه چاه بخش شرقی میدان انجام می‌گیرد. ظرفیت تولید نفت خام از این دو چاه ۱٫۹۰۰ بشکه در روز است، که به وسیلهٔ خط لوله ۶ اینچ به طول ۱۷ کیلومتر تا چاه کوپال-۳ و از آنجا، از طریق خط لوله ۸ اینچ به طول ۱۷ کیلومتر به کوپال-۲ منتقل می‌شود. حجم ذخیره درجای نفت خام میدان رامین بالغ بر ۷ میلیارد بشکه و حجم ذخایر قابل برداشت آن در حدود ۱ میلیارد بشکه برآورد می‌شود. میدان نفتی رامین از میادین تحت مدیریت شرکت ملی مناطق نفت‌خیز جنوب است، که عملیات تولید از آن توسط شرکت بهره‌برداری نفت و گاز کارون انجام می‌گیرد.